# Paul Altherr
Paul Altherr (* 18. Mai 1870 in Lichtensteig; † 27. Juni 1928 in Basel) war ein Schweizer Maler.

## Leben und Werk

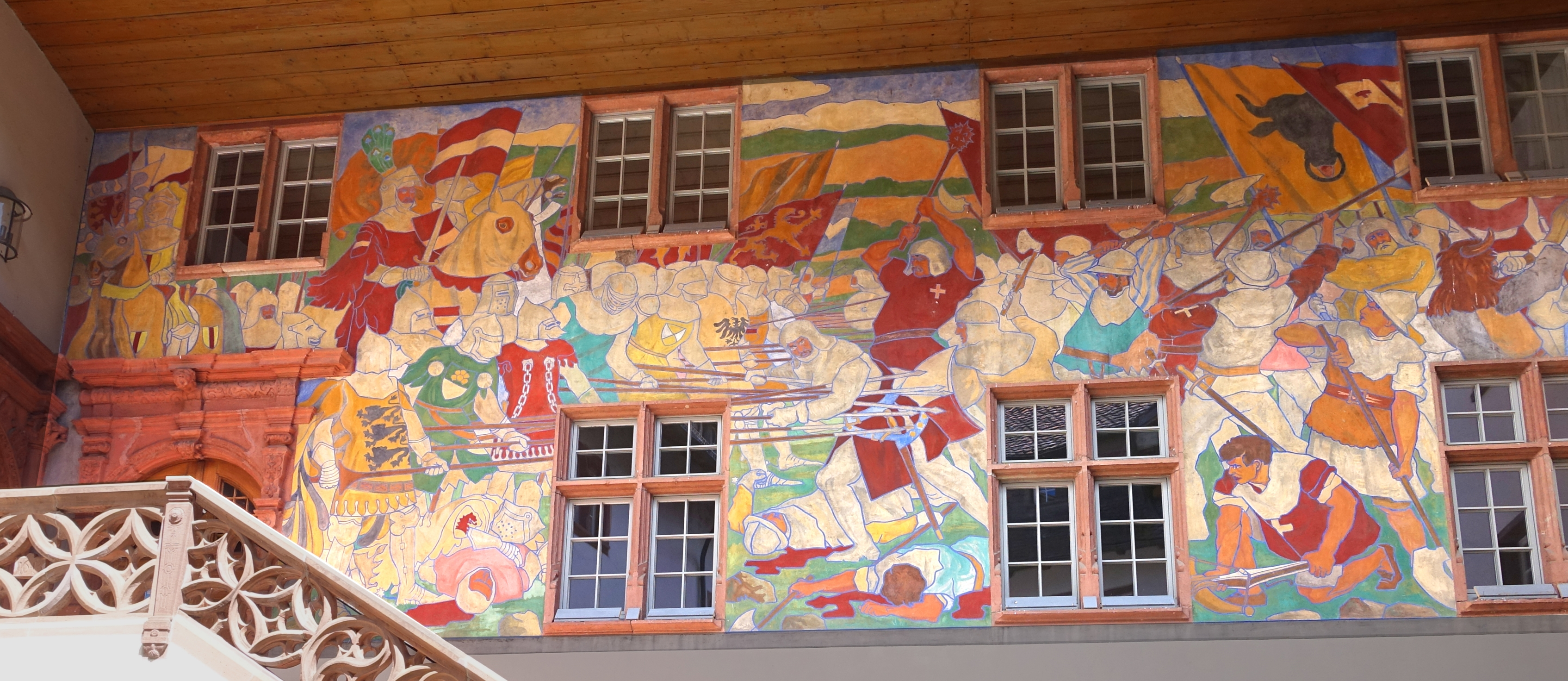
Rathaus Rheinfelden: Wandgemälde Schlacht bei Sempach

Paul Altherr war ein Sohn des Pfarrers Alfred Altherr. Seine Brüder waren Alfred Johann Altherr und Heinrich Altherr.
Altherr war mit der Malerin Esther Mengold (1877–1954) verheiratet und schuf Porträts, Landschafts- und Tierbilder, die er u. a. im Kunsthaus Zürich ausstellte. In Rheinfelden schuf er 1908 zwei grosse Historien-Wandbilder im Innenhof des Rathauses. Das Wandbild wurde von dem ansässigen Besitzer des Salmenbräus Carl Habich-Dietschy (1845–1928) gespendet.